# Historia del uniforme del Club Atlético Independiente

## Primeras equipaciones
|  |

|  |

|  |

|  |

|  |

|  |

|  |

|  |

|  |

### Uniformes
| 1972    | 1972        | 1972 | 1972 |
| ------- | ----------- | ---- | ---- |
| Titular | Alternativo |      |      |
|         |             |      |      |
| Ninguno |             |      |      |

| 1973-1974 | 1973-1974   | 1973-1974 | 1973-1974 |
| --------- | ----------- | --------- | --------- |
| Titular   | Alternativo |           |           |
|           |             |           |           |
| Ninguno   |             |           |           |

| 1975    | 1975        | 1975 | 1975 |
| ------- | ----------- | ---- | ---- |
| Titular | Alternativo |      |      |
|         |             |      |      |
| Ninguno |             |      |      |

| 1978-1980 | 1978-1980   | 1978-1980 | 1978-1980 |
| --------- | ----------- | --------- | --------- |
| Titular   | Alternativo |           |           |
|           |             |           |           |
|           |             |           |           |

| 1981-1982 | 1981-1982   | 1981-1982 | 1981-1982 |
| --------- | ----------- | --------- | --------- |
| Titular   | Alternativo |           |           |
|           |             |           |           |
|           |             |           |           |

| 1982-1985 | 1982-1985   | 1982-1985 | 1982-1985 |
| --------- | ----------- | --------- | --------- |
| Titular   | Alternativo |           |           |
|           |             |           |           |
|           |             |           |           |

| 1986-1988 | 1986-1988   | 1986-1988 | 1986-1988 |
| --------- | ----------- | --------- | --------- |
| Titular   | Alternativo |           |           |
|           |             |           |           |
|           |             |           |           |

| 1989-1990 | 1989-1990   | 1989-1990 | 1989-1990 |
| --------- | ----------- | --------- | --------- |
| Titular   | Alternativo |           |           |
|           |             |           |           |
|           |             |           |           |

| 1990-1992 | 1990-1992   | 1990-1992 | 1990-1992 |
| --------- | ----------- | --------- | --------- |
| Titular   | Alternativo |           |           |
|           |             |           |           |
|           |             |           |           |

| 1992-1993 | 1992-1993   | 1992-1993 | 1992-1993 |
| --------- | ----------- | --------- | --------- |
| Titular   | Alternativo |           |           |
|           |             |           |           |
|           |             |           |           |

| 1994    | 1994        | 1994 | 1994 |
| ------- | ----------- | ---- | ---- |
| Titular | Alternativo |      |      |
|         |             |      |      |
|         |             |      |      |

| 1995-1997 | 1995-1997   | 1995-1997 | 1995-1997 |
| --------- | ----------- | --------- | --------- |
| Titular   | Alternativo |           |           |
|           |             |           |           |
|           |             |           |           |

| 1997-1999 | 1997-1999   | 1997-1999 | 1997-1999 |
| --------- | ----------- | --------- | --------- |
| Titular   | Alternativo |           |           |
|           |             |           |           |
|           |             |           |           |

| 1999    | 1999        | 1999 | 1999 |
| ------- | ----------- | ---- | ---- |
| Titular | Alternativo |      |      |
|         |             |      |      |
|         |             |      |      |

| 2000    | 2000        | 2000 | 2000 |
| ------- | ----------- | ---- | ---- |
| Titular | Alternativo |      |      |
|         |             |      |      |
|         |             |      |      |

| 2000-2001 | 2000-2001   | 2000-2001 | 2000-2001 |
| --------- | ----------- | --------- | --------- |
| Titular   | Alternativo |           |           |
|           |             |           |           |
|           |             |           |           |

| 2001-2002 | 2001-2002   | 2001-2002 | 2001-2002 |
| --------- | ----------- | --------- | --------- |
| Titular   | Alternativo |           |           |
|           |             |           |           |
|           |             |           |           |

| 2002-2003 | 2002-2003   | 2002-2003 | 2002-2003 |
| --------- | ----------- | --------- | --------- |
| Titular   | Alternativo | Tercero   |           |
|           |             |           |           |
|           |             |           |           |

| 2003-2004 | 2003-2004   | 2003-2004 | 2003-2004 |
| --------- | ----------- | --------- | --------- |
| Titular   | Alternativo | Tercero   |           |
|           |             |           |           |
|           |             |           |           |

| 2004    | 2004        | 2004 | 2004 |
| ------- | ----------- | ---- | ---- |
| Titular | Alternativo |      |      |
|         |             |      |      |
|         |             |      |      |

| 2005    | 2005        | 2005 | 2005 |
| ------- | ----------- | ---- | ---- |
| Titular | Alternativo |      |      |
|         |             |      |      |
|         |             |      |      |

| 2006    | 2006        | 2006    | 2006 |
| ------- | ----------- | ------- | ---- |
| Titular | Alternativo | Tercero |      |
|         |             |         |      |
|         |             |         |      |

| 2007    | 2007        | 2007    | 2007 |
| ------- | ----------- | ------- | ---- |
| Titular | Alternativo | Tercero |      |
|         |             |         |      |
|         |             |         |      |

| 2008    | 2008        | 2008    | 2008 |
| ------- | ----------- | ------- | ---- |
| Titular | Alternativo | Tercero |      |
|         |             |         |      |
|         |             |         |      |

| 2009-2010 | 2009-2010   | 2009-2010 | 2009-2010 |
| --------- | ----------- | --------- | --------- |
| Titular   | Alternativo |           |           |
|           |             |           |           |
|           |             |           |           |

| 2010-2012 | 2010-2012   | 2010-2012 | 2010-2012 |
| --------- | ----------- | --------- | --------- |
| Titular   | Alternativo |           |           |
|           |             |           |           |
|           |             |           |           |

| 2012-2013 | 2012-2013   | 2012-2013 | 2012-2013 |
| --------- | ----------- | --------- | --------- |
| Titular   | Alternativo | Tercero   |           |
|           |             |           |           |
|           |             |           |           |

| 2013-2014 | 2013-2014   | 2013-2014 | 2013-2014 |
| --------- | ----------- | --------- | --------- |
| Titular   | Alternativo |           |           |
|           |             |           |           |
|           |             |           |           |

| 2014-2015 | 2014-2015   | 2014-2015 | 2014-2015 |
| --------- | ----------- | --------- | --------- |
| Titular   | Alternativo | Tercero   |           |
|           |             |           |           |
|           |             |           |           |

| 2016    | 2016        | 2016    | 2016 |
| ------- | ----------- | ------- | ---- |
| Titular | Alternativo | Tercero |      |
|         |             |         |      |
|         |             |         |      |

| 2016-2017 | 2016-2017   | 2016-2017 | 2016-2017 |
| --------- | ----------- | --------- | --------- |
| Titular   | Alternativo | Tercero   |           |
|           |             |           |           |
|           |             |           |           |

| 2017-2018 | 2017-2018   | 2017-2018 | 2017-2018 |
| --------- | ----------- | --------- | --------- |
| Titular   | Alternativo | Tercero   |           |
|           |             |           |           |
|           |             |           |           |

| 2018-2019 | 2018-2019   | 2018-2019 | 2018-2019 |
| --------- | ----------- | --------- | --------- |
| Titular   | Alternativo | Tercero   |           |
|           |             |           |           |
|           |             |           |           |

| 2019-2020 | 2019-2020   | 2019-2020 | 2019-2020 |
| --------- | ----------- | --------- | --------- |
| Titular   | Alternativo | Tercero   |           |
|           |             |           |           |
|           |             |           |           |

| 2021    | 2021        | 2021 | 2021 |
| ------- | ----------- | ---- | ---- |
| Titular | Alternativo |      |      |
|         |             |      |      |
|         |             |      |      |

| 2021-2022 | 2021-2022   | 2021-2022 | 2021-2022 |
| --------- | ----------- | --------- | --------- |
| Titular   | Alternativo | Tercero   |           |
|           |             |           |           |
|           |             |           |           |

| 2022-2023 | 2022-2023   | 2022-2023 | 2022-2023 |
| --------- | ----------- | --------- | --------- |
| Titular   | Alternativo | Tercero   |           |
|           |             |           |           |
|           |             |           |           |

| 2023-2024 | 2023-2024   | 2023-2024 | 2023-2024 |
| --------- | ----------- | --------- | --------- |
| Titular   | Alternativo | Tercero   |           |
|           |             |           |           |
|           |             |           |           |

| 2024-2025 | 2024-2025   | 2024-2025 | 2024-2025 |
| --------- | ----------- | --------- | --------- |
| Titular   | Alternativo | Tercero   |           |
|           |             |           |           |
|           |             |           |           |

### Uniformes especiales
| 2005       | 2005 | 2005 | 2005 |
| ---------- | ---- | ---- | ---- |
| Centenario |      |      |      |
|            |      |      |      |

| 2009              | 2009 | 2009 | 2009 |
| ----------------- | ---- | ---- | ---- |
| Hechos Históricos |      |      |      |
|                   |      |      |      |

| 2011             | 2011 | 2011 | 2011 |
| ---------------- | ---- | ---- | ---- |
| Copa Suruga Bank |      |      |      |
|                  |      |      |      |

| 2013  | 2013 | 2013 | 2013 |
| ----- | ---- | ---- | ---- |
| Retro |      |      |      |
|       |      |      |      |

| 2014             | 2014 | 2014 | 2014 |
| ---------------- | ---- | ---- | ---- |
| Torneo de Verano |      |      |      |
|                  |      |      |      |

| 2015  | 2015 | 2015 | 2015 |
| ----- | ---- | ---- | ---- |
| Retro |      |      |      |
|       |      |      |      |

| 2017                | 2017 | 2017 | 2017 |
| ------------------- | ---- | ---- | ---- |
| Homenaje al Estadio |      |      |      |
|                     |      |      |      |

| 2018                | 2018 | 2018 | 2018 |
| ------------------- | ---- | ---- | ---- |
| Recopa Sudamericana |      |      |      |
|                     |      |      |      |

| 2018  | 2018 | 2018 | 2018 |
| ----- | ---- | ---- | ---- |
| Retro |      |      |      |
|       |      |      |      |

| 2018         | 2018 | 2018 | 2018 |
| ------------ | ---- | ---- | ---- |
| Octubre Rosa |      |      |      |
|              |      |      |      |

| 2020          | 2020 | 2020 | 2020 |
| ------------- | ---- | ---- | ---- |
| Paladar Negro |      |      |      |
|               |      |      |      |

### Uniformes inusuales
- Camiseta a rayas: Presentado por primera vez el 19 de junio de 1927, se trata de un diseño de rayas verticales rojas y blancas, con shorts y medias negras, se volvió a utilizar para 1948 y por último en 2013.
- Camiseta amarilla: A principios de 1975 el Campeón de América tuvo una extensa gira mundial que lo llevó a Los Ángeles, Indonesia, Sumatra y Hong Kong. Fue en este último, el 11 de febrero, que debía enfrentar a la selección local, pero al ver que ambos equipos lucían camisetas rojas, y que Independiente solo llevaba su utilería tradicional, por pedido de la televisión utilizó una camiseta amarilla con shorts y medias azules. Se siguió utilizando como suplente durante ese año. Para 2014 de manera especial se volvió utilizar en el torneo de verano de ese año.
- Camiseta negra: Como marketing, la marca Puma para 2017 a todos sus equipos que viste implemento como uniforme suplente completamente de color negro e Independiente no fue la excepción.

### Cronología de indumentarias y patrocinadores
A continuación se detalla una tabla con todos los fabricantes y patrocinadores que ha tenido el club desde 1977, en orden cronológico.
| Período           | Proveedor               | Patrocinador principal | Patrocinador secundario | Patrocinador terciario | Patrocinador cuaternario |
| ----------------- | ----------------------- | ---------------------- | ----------------------- | ---------------------- | ------------------------ |
| 1904 - 1977       | Ninguno                 | Ninguno                | Ninguno                 | Ninguno                | Ninguno                  |
| 1977 - 1981       | Bandera de Alemania     | Ninguno                | Ninguno                 | Ninguno                | Ninguno                  |
| 1981 - 1985       | Bandera de Brasil       | Ninguno                | Ninguno                 | Ninguno                | Ninguno                  |
| 1985 - 1986       | Bandera de Brasil       | Mita                   | Ninguno                 | Ninguno                | Ninguno                  |
| 1986 - 1988       | Bandera de Francia      | Mita                   | Ninguno                 | Ninguno                | Ninguno                  |
| 1988 - 1992       | Bandera de Alemania     | Mita                   | Ninguno                 | Ninguno                | Ninguno                  |
| 1993 - 1997       | Bandera de Alemania     | AdeS                   | Ninguno                 | Ninguno                | Ninguno                  |
| 1997 - 1998       | Bandera de Brasil       | Topper                 | Ninguno                 | Ninguno                | Ninguno                  |
| 1999 - 2000       | Bandera de Brasil       | Termidor               | Ninguno                 | Ninguno                | Ninguno                  |
| 2000 - 2001       | Bandera de Brasil       | AdeS                   | Ninguno                 | Ninguno                | Ninguno                  |
| 2001 - 2002       | Bandera de Brasil       | Independiente.com      | Ninguno                 | Ninguno                | Ninguno                  |
| 2002 - 2004       | Bandera de Brasil       | Taranto                | Ninguno                 | Ninguno                | Ninguno                  |
| 2004 - 2005       | Bandera del Reino Unido | Taranto                | Ninguno                 | Ninguno                | Ninguno                  |
| 2005 - 2006       | Bandera del Reino Unido | Forjar Salud           | Purolator               | Ninguno                | Ninguno                  |
| 2006 - 2008       | Bandera del Reino Unido | Grupo Márquez          | Filtros Puro            | Ninguno                | Ninguno                  |
| 2009 - 2010       | Bandera de Alemania     | Motomel                | Powerade                | Ninguno                | Ninguno                  |
| 2011 - 2012       | Bandera de Alemania     | Motomel                | Ibupirac                | Ninguno                | Ninguno                  |
| 2012 - 2014       | Bandera de Alemania     | TCL                    | Ibupirac                | Ninguno                | Ninguno                  |
| 2014 - 2017       | Bandera de Alemania     | OCA                    | Audifarm Salud          | Banco Ciudad           | Ninguno                  |
| 2018              | Bandera de Alemania     | Ninguno                | Audifarm Salud          | Banco Ciudad           | Ninguno                  |
| 2018              | Bandera de Alemania     | Caminos Protegidos     | Audifarm Salud          | Banco Ciudad           | Ninguno                  |
| 2019              | Bandera de Alemania     | Ninguno                | Audifarm Salud          | Banco Ciudad           | Cabify                   |
| 2019 - 2020       | Bandera de Alemania     | Escudo Seguros         | Audifarm Salud          | Banco Ciudad           | Cabify                   |
| 2021              | Bandera de Alemania     | Ninguno                | Audifarm Salud          | Banco Ciudad           | Siseg                    |
| 2021 - 2022       | Bandera de Alemania     | Ninguno                | Audifarm Salud          | Etica+                 | Siseg                    |
| 2023              | Bandera de Alemania     | Jeluz                  | Audifarm Salud          | Kanji Grupo Márquez    | BiBank                   |
| 2024              | Bandera de Alemania     | Jeluz                  | Scienza                 | Kanji Pardo            | BiBank                   |
| 2025 - Actualidad | Bandera de Alemania     | Sportsbet.io           | Scienza                 | Kanji Pardo            | BiBank                   |